# Lepidosireniformes
Ordre
Les Lepidosireniformes sont un ordre de dipneustes américains et africains, tandis que l'ordre des Ceratodontiformes regroupe les dipneustes australiens.

## Systématique
L'ordre des Lepidosireniformes est attribué, en 1844, à l'ichtyologiste allemand Johannes Peter Müller (1801-1858).

## Liste des espèces
Ordre des Lepidosireniformes :
- famille des Lepidosirenidae :
  - genre Lepidosiren Fitzinger, 1837 -- dipneustes américains
    - espèce Lepidosiren paradoxa Fitzinger, 1837
- famille des Protopteridae :
  - genre Protopterus Owen, 1839 —- dipneustes africains
    - espèce Protopterus aethiopicus Heckel, 1851
    - espèce Protopterus amphibius (Peters, 1844)
    - espèce Protopterus annectens (Owen, 1839)
    - espèce Protopterus dolloi Boulenger, 1900